# Nikolaj Steen

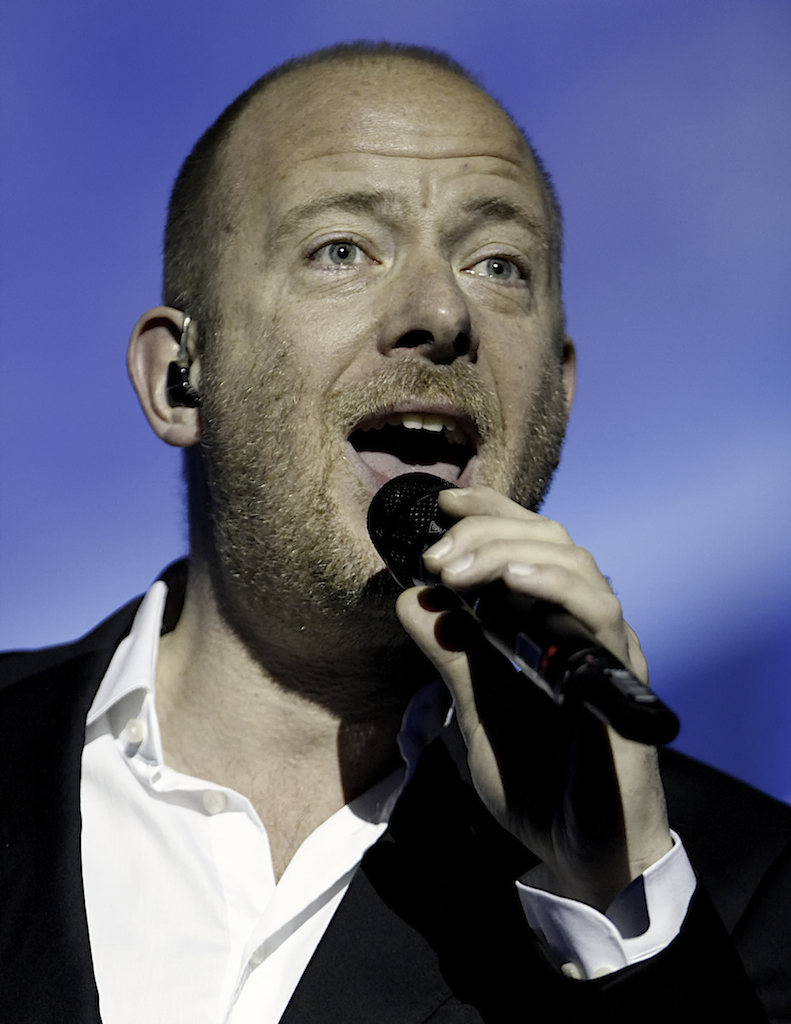
Nikolaj Steen (2010)

Nikolaj Steen (* 10. Februar 1967 in Kopenhagen) ist ein dänischer Musiker, Schauspieler und Regisseur.

## Leben und Wirken
Nikolaj Steen wuchs als Sohn des Musikers Niels Jørgen Steen und der Schauspielerin Avi Sagild mit seiner Schwester Paprika Steen in Kopenhagen auf.
Steen begann seine Karriere als Musiker und veröffentlichte insgesamt sieben Solo-Alben, von denen auch zwei in den USA veröffentlicht wurden. Im Jahr 1990 zog er in die USA. Er absolvierte dort zahlreiche Tourneen, doch der internationale Erfolg blieb aus. Nach seiner Rückkehr nach Dänemark im Jahr 1996 war er in mehreren Bands als Schlagzeuger aktiv und komponierte auch für andere skandinavische Musiker. Er moderierte mehrere Jahre bei Danmarks Radio eine Musiksendung.
Seit 2000 ist Steen vorwiegend in der Filmbranche aktiv. Er betätigte sich seitdem als Regisseur, Drehbuchautor, Ausführender Produzent und wirkte selbst als Schauspieler vor der Kamera in einigen Filmen und Serien mit. Seine erste Regiearbeit war Oldboys – Alte Herren und krumme Dinger aus dem Jahr 2009, für den er 2010 für den Bodil in der Kategorie Bester dänischer Film nominiert war und bei Filmfest Hamburg den Publikumspreis. 2003 hatte er den Robert für den besten Song erhalten.
Steen war von 1999 bis 2017 mit Anna Louise Engberg liiert, mit der er drei Töchter hat.

## Filmografie (Auswahl)
Filme
- 1988: Himmel og helvede
- 2001: En kort, en lang
- 2002: Okay
- 2004: Tæl til 100
- 2005: Oskar & Josefine
- 2005: Der schönste Tag (Den store dag)
- 2005: Veninder
- 2009: Oldboys – Alte Herren und krumme Dinger (Regie)
- 2011: Nordlicht – Mörder ohne Reue: 3. Aufstand in Block B (Den som dræber - Ondt blod)

Serien
- 1997–1999: Taxa
- 2000: Edderkoppen
- 2003: Jesus und Josefine (Jesus & Josefine)